# 36度線 -1995夏-
「36度線 -1995夏-」（さんじゅうろくどせん いちきゅうきゅうごなつ）は、CHAGE and ASKAの楽曲。自身の45作目のシングルとして、Kitty Mercuryからちょうどデビュー25周年となる2004年8月25日に発売された。

## 解説
自身名義としては、前作「夢の飛礫」で約2年9ヶ月ぶりとなるシングルである。
2007年発売のアルバム『DOUBLE』では、2曲ともアレンジして収録されている。シングルバージョンは、「36度線 -1995夏-」が、ベスト・アルバム『CHAGE and ASKA VERY BEST NOTHING BUT C&A』に収録されている。
CHAGE and ASKAの公式サイトでの表記は、「36度線 -1995夏-/光の羅針盤」のタブルA面シングルになっている。

## 収録曲
| #         | タイトル            | 作詞      | 作曲             | 編曲      | 時間  |
| --------- | ------------------- | --------- | ---------------- | --------- | ----- |
| 1.        | 「36度線 -1995夏-」 | ASKA      | ASKA             | 澤近泰輔  | 4:57  |
| 2.        | 「光の羅針盤」      | CHAGE     | CHAGE、Tom Watts | 吉俣良    | 5:48  |
| 合計時間: | 合計時間:           | 合計時間: | 合計時間:        | 合計時間: | 10:45 |

## 楽曲解説
※コメントは、｢36度線 -1995夏-｣ Official Web Site を参照
1. 36度線 -1995夏-
テレビ朝日系『ニュースステーション』5代目オープニングテーマ曲（1996年10月7日 - 1998年5月8日使用）[2]。
テーマは「東京」。
原曲は1995年に制作されていて、幾度かリリースが検討されることもあったが、結局リリースされることがなかった。2004年になって、およそ9年前に作られた曲を新たに練り直し、現在の感覚と心情に合う "新曲" として発表させることになった。タイトルの「36度線」は東京の緯度を表している（正確には35.8度）。
流行り廃りの激しい東京の風景や様子を眺めつつ、「僕は僕でやっている」という内容を表した楽曲。
2. 光の羅針盤
「羅針盤」には「コンパス」とルビが振られている。
2004年8月28日に東京・お台場で開催された、『CHAGE and ASKA 25th Anniversary Special チャゲ&飛鳥 熱風コンサート』では、アコースティック調にアレンジして歌われた。

## 参加ミュージシャン
36度線 -1995夏-
- piano：澤近泰輔
- drums：今泉正義
- bass：惠美直也
- guitars：鈴川真樹、狩野良昭、村田努
- keyboards：旭純
- programming, percussions：小笠原学
- background vocals：Keiko Yamaguchi

光の羅針盤
- piano, programming：吉俣良
- drums：河村‘カースケ’智康
- bass：惠美直也
- guitars：狩野良昭
- strings：弦一徹ストリングス
- trumpet：佐々木史郎
- trombone：佐野聡
- sax：山本一

## 収録アルバム
- DOUBLE (#1,#2)※両方ともアルバムバージョン
- CHAGE and ASKA VERY BEST NOTHING BUT C&A (#1)

## DVDシングル
CHAGE and ASKAとしては初のDVDシングル『36度線 -1995夏-』が、2004年9月22日に発売された。

### 解説
- 「36度線 -1995夏-」のPVとメイキング映像が収録されている。
- 撮影は、2004年7月15日に東京・お台場のヴィーナスフォートで行われた。
- 2007年に発売された『DOUBLE DVD』にも収録されている。

### 収録曲
1. 36度線 -1995夏-
2. メイキング & フォトスライド